# 1894 год в науке
В 1894 году произошли различные научные и технологические события, некоторые из которых представлены ниже.

## Достижения человечества
- 14 августа — на заседании Британской ассоциации содействия развитию науки в Оксфордском университете Оливер Лодж произвёл первую успешную демонстрацию радиотелеграфии, передав сигнал азбуки Морзе на 40 метров. Также он скомпоновал радиоприёмник, который состоял из когерера собственного изобретения, источника тока, реле и гальванометра. Этот опыт стал важной вехой в создании радио.

### Изобретения
- Изобретён пневматический отбойный молоток: Чарльз Кинг.
- 6 февряля Никола Тесла запатентовал своё изобретение - плазменную лампу.

## Награды
- Ломоносовская премия
  - А. А. Каминский за труд «Годовой ход и географическое распределение влажности воздуха на пространстве Российской империи по наблюдениям 1871—1890 гг.»[1][2]:53—108.

## Родились
- 11 апреля — Марфа Вячеславовна Щепкина, русский славист и палеограф, доктор исторических наук.
- 26 июня — Пётр Леонидович Капица, советский физик.
- 27 июня — Ралука Рипан, румынский химик, первая женщина, избранная членом Румынской академии.
- 21 октября — Энрика Мальковати (ум. 1990), итальянский классический филолог.
- 26 ноября — Норберт Винер, математик, мыслитель, один из создателей кибернетики.

## Скончались
- 28 января — Август Хирш (род. 1817), немецкий врач-эпидемиолог; доктор медицины; дед математика Курта Хирша[нем.].
- 19 марта — Павел Николаевич Яблочков, русский электротехник.
- 8 сентября — Герман Гельмгольц, немецкий физик, физиолог и психолог.
- 18 декабря — Джузеппе Барилли, итальянский учёный-математик и астроном, писатель.